# コーちゃん
コーちゃんとは、コウノトリの野生復帰に取り組む兵庫県豊岡市のマスコットキャラクター。2008年7月に誕生した。

## 概要
豊岡市の市鳥であるコウノトリを基にしたデザイン。豊岡市のコウノトリ野生復帰の取組みと環境都市に向けたまちづくりを紹介するために、市の両生類であるオオサンショウウオを基にした「オーちゃん」とともに活躍。1994年に「但馬・理想の都の祭典」の際に設定され、同じくコウノトリを基にしたマスコットキャラクター「こうちゃん」も存在するが、コーちゃんとは別のキャラクターである。

## 歴史
- 2008年
  - 7月7日－名称を「コーちゃん」と決定

## プロフィール
- 正式名:コウノトリのコーちゃん
- 出身地：兵庫県豊岡市
- 好きな食べ物：お魚、カエル、バッタなどの生きもの
- 好きな場所：田んぼ、湿地
- 特技：大空を飛ぶこと
- 長所：ツバサが大きい（翼長2メートル）ので、ひとっ飛びで遠くへ行けること
- コーちゃんの夢：コウノトリとみんなが友達になれますように

## 原案者
- 市の職員。名称は、応募総数2,906件（市内2,765件、市外141件）の中から、厳正な審査の結果、キャラクタの名称に「コーちゃん」が採用された[1]。